# 米田和佐
米田 和佐（よねだ かずさ）は、日本の漫画家。

## 来歴
スクウェア・エニックス刊行の雑誌『Gファンタジー』誌上で行われていた、「ゲームコミックチャレンジ賞」での1996年の受賞をきっかけに、同社刊行の『4コママンガ劇場』および『スーパーコミック劇場』などのゲームアンソロジーにて執筆を続ける。この当時は「黒田和佐」というペンネームを使用していた。
2008年3月からペンネームを現在の「米田和佐」に改め、一迅社刊行の4コマ漫画雑誌『まんが4コマKINGSぱれっとLite』にて初のオリジナル作品『えこぱん』の連載を開始する。2010年3月まで掲載された。2011年2月、『月刊ComicREX』（一迅社）にて恋愛アドベンチャーゲーム『リトルバスターズ!』のコミカライズ作品として『リトルバスターズ! 能美クドリャフカ』の連載をスタート。2011年6月、『まんが4コマぱれっと』（同）にて『だんちがい』の連載をスタート。同作は5分枠のショートアニメとしてテレビアニメ化され、2015年7月から9月にかけて放送され、2021年11月号にて大団円を迎えた。

## 作品リスト

### 漫画作品

#### 連載
- えこぱん（『まんがぱれっとLite』VOL.1 - VOL.26）
- リトルバスターズ！ 能美クドリャフカ（原作：Key、『月刊ComicREX』2011年4月号[1] - 2013年3月号）
- だんちがい（『まんが4コマぱれっと』2011年8月号[2] - 2021年11月号）
- 悪役王子は恋ができない（『月刊ComicREX』2018年1月号[4] - 2018年12月号[5]）
- 私はご都合主義な解決担当の王女である（『ComicWalker・FLOSコミック』[6]2019年11月22日 - 連載中）
- 無職転生 〜異世界行ったら本気だす〜 失意の魔術師編（『FWコミックスオルタ』[7]2021年12月20日 - 連載中）

#### 読み切り
- アンソロジー寄稿作品（『女装少年アンソロジーコミック 桃組』2010年[8]）
- 僕の姉が魔法使いな件-amaging-（『月刊ComicREX』2015年4月号[9]）
- 神薬十四松〜風邪ひいたEX〜（原作：赤塚不二夫、『おそ松さん 公式コミックアンソロジー 今夜は寝かさない』2016年[10]） - 『おそ松さん』のアンソロジー寄稿作品。

### 書籍
- 『えこぱん』、一迅社〈4コマKINGSぱれっとコミックス〉2009年 - 2010年、全2巻
- 『リトルバスターズ！ 能美クドリャフカ』、原作：Key、一迅社〈REXコミックス〉2011年 - 2013年、全4巻
- 『だんちがい』、一迅社〈4コマKINGSぱれっとコミックス〉2012年 - 2021年、全11巻
- 『悪役王子は恋ができない』、一迅社〈REXコミックス〉2018年、全2巻
- 『私はご都合主義な解決担当の王女である』、KADOKAWA〈フロースコミック〉2020年 - 、既刊6巻（2025年3月17日現在）
- 『無職転生 〜異世界行ったら本気だす〜 失意の魔術師編』、フロンティアワークス〈FWコミックスオルタ〉2022年 - 、既刊2巻（2024年3月18日現在）

### その他
- 『政宗くんのリベンジ』第8巻特装版トリビュートイラスト集（2017年[11]）
- 『私に天使が舞い降りた!』第5巻特装版小冊子（2019年[12]）アニメ化お祝いイラスト[12]
- はたらく細胞 コミックアンソロジー（アンソロジーコミック、2020年[13]）イラスト[13]
- 聖女の魔力は万能です 公式アンソロジーコミック 〜聖女の書〜（アンソロジーコミック、2021年）イラスト[14]